# Narrenkönig
Narrenkönig è il terzo album in studio del gruppo folk rock tedesco Schandmaul, pubblicato il 7 ottobre 2002.

## Tracce
1. Walpurgisnacht – 4:07
2. Das Seemannsgrab – 5:32
3. Sichelmond – 4:51
4. Dein Anblick – 4:31
5. Die drei Prüfungen – 4:14
6. Waldgeflüster – 3:32
7. Der Spion – 3:59
8. Die zwei Brüder – 4:08
9. Vogelfrei – 5:06
10. Sonnenstrahl – 4:02
11. Der Kurier – 4:32
12. Sturmnacht – 3:33
13. Der Hofnarr – 4:44
14. Der Wandersmann – 2:40

## Formazione
- Thomas Lindner – voce, chitarra acustica, fisarmonica
- Hubsi Widmann – basso, mandolino, voce
- Birgit Muggenthaler – flauti, ciaramella, cornamusa, voce
- Martin Duckstein – chitarra elettrica, chitarra acustica, chitarra classica, voce
- Anna Kränzlein – violino, ghironda, voce
- Stefan Brunner – batteria, percussioni, voce

Musicisti aggiuntivi
- Dominik Büll – violoncello in Dein Anblick

## Classifiche
| Classifica (2002) | Posizione massima |
| ----------------- | ----------------- |
| Germania          | 70                |